# Анкерская
А́нкерская (коми Анкерӧс) — деревня, входит в Сельское поселение Лойма, Прилузский район Коми Республики Коми

## География
Впервые упоминается в 1620 году. Расположена на левом берегу реки Лёхта. Расстояние до села Лойма 14 км, до села Объячево — 110 км.

## Население
В 1970 году численность населения оценивалась в 149 человек, в 1970 году — 82 , в 1989 — 66 в 1995 — 45 человек.
| 2010 |
| ---- |
| 20   |